# Psicodiagnóstico
Psicodiagnóstico ou diagnóstico psicológico é uma disciplina metodológica que tem por objetivo colocar à disposição da psicologia aplicada uma série de instrumentos capazes de:
- registrar as características psicologicamente relevantes de determinados "portadores de características" e suas mudanças e de
- integrar tais dados em um quadro diagnóstico
- com o fim de oferecer uma base suficientemente sólida para a previsão do desenvolvimento futuro de tais características, servindo assim de auxílio na tomada de decisões e na avaliação destas.[1]

Tais "portadores de características" podem ser:
- Pessoas de todas as idades;
- Grupos de pessoas (inclusive famílias);
- Instituições;
- Situações;
- Objetos.

O diagnóstico psicológico é assim a aplicação da psicometria, esta uma disciplina mais teórica. O termo psicodiagnóstico foi usado pela primeira vez por Hermann Rorschach em 1921 como título da obra em que apresentou ao mundo pela primeira vez o teste que leva seu nome. Posteriormente o significado do termo alargou-se, abrangendo toda a área de diagnóstico ligada à psicologia.

## Áreas de atuação
Como se viu, toda atividade que tem por objetivo determinar a existência de uma determinada característica, sua intensidade ou seu efeito sobre uma pessoa ou grupo de pessoas é um trabalho diagnóstico. O psicodiagnóstico é assim uma disciplina multifacetada, que tem tantas formas quanto as disciplinas que lhe fazem uso:
- Em psicologia pedagógica busca definir os indivíduos mais aptos à realização de determinados cursos e atividades — os exames vestibulares são, em princípio, instrumentos de diagnóstico;
- Em psicologia clínica busca comprovar a existência ou não de um transtorno mental bem como definir as condições que levaram ao desenvolvimento de tal transtorno e que o mantém ativo;
- Em psicologia forense auxilia a determinação da capacidade do réu de ser responsável por seus atos;
- Em psicologia do trabalho auxilia na escolha de pessoal e na verificação de problemas existentes no ambiente de trabalho.

Outras áreas de atuação são: propaganda (reação do público a um artigo ou a uma campanha publicitária), psicologia ambiental (efeito do meio ambiente sobre a qualidade de vida, etc.), psicologia do trânsito (determinar quem é capaz de dirigir, definir a maneira mais apropriada de construir ruas e cruzamentos, para que sejam mais seguras, etc.), psicofarmacologia (verificação do efeito de um medicamento, determinação de efeitos colaterais) entre muitas outras.

## O processo diagnóstico
O trabalho diagnóstico pode ser descrito como um processo que se realiza em diferentes fases:
- Análise do problema — formulação da questão ou das questões a responder, análise do conhecimento disponível, investigação das pessoas envolvidas e seu interesse no problema, reflexão sobre as questões éticas e jurídicas;
- Decisão investigativa — coleta de dados através de testes psicológicos e/ou outros métodos (ver abaixo). A coleta de dados é guiada pela reflexão feita na análise do problema e pelas hipóteses então geradas;
- Decisão final/ indicação — divulgação dos resultados às devidas pessoas e decisão a respeito dos próximos passos a serem tomados;
- Avaliação das decisões tomadas e reflexão do(s) realizador(es) a respeito da experiência ganha.

No processo diagnóstico diversas pessoas representam um papel importante: 
- O contratante é a pessoa física ou jurídica que busca com ajuda do diagnóstico obter resposta a uma questão;
- O diagnosticador é a pessoa que tem a responsabilidade pela realização do processo diagnóstico de acordo com as normas de qualidade da disciplina e seus princípios éticos;
- O diagnosticando é a pessoa sobre a qual se quer tomar a decisão e é a principal fonte dos dados a serem coletados. O termo probando é reservado à pessoas que participam livremente de pesquisas científicas;
- Terceiros pertencentes ao ambiente social do diagnosticando, que podem, de acordo com a situação, servirem de fonte de dados. Terceiros podem também influenciar tanto de maneira positiva como negativa o processo como um todo.

## Métodos do diagnóstico psicológico
Apesar de toda e qualquer medição de características psicologicamente relevantes fazer parte do trabalho psicodiagnóstico — por exemplo pode-se querer medir a qualidade do clima de trabalho em uma empresa — a principal aplicação dessa disciplina se dá na mesuração de características humanas. Por isso, no que segue, falar-se-á sempre deste tipo de medição. Os princípios apresentados, no entanto, são válidos para todo o trabalho diagnóstico.
Manfred Amelang e Lothar Schmidt-Atzert apresentam a seguinte classificação dos métodos psicodiagnósticos:
- Testes de desempenho
  - Testes de atenção e concentração
  - Testes de inteligência
  - Testes para habilidades específicas
  - Testes de desenvolvimento
  - Testes escolares
- Questionários de personalidade
- Métodos projetivos
- Observação comportamental
- Entrevista diagnostica
- Diagnóstico em grupos (diagnóstico de interações)
  - Diagnóstico de casais
  - Diagnóstico familiar[3]
  - Diagnóstico de grupos

Maria Luiza Ocampo, consagrada profissional no diagnóstico de crianças, indica ainda outros métodos, tais como: Técnicas projetivas (gráficas e verbais), Hora de Jogo Diagnóstica, Observações e Interações Lúdicas.